# Kiritanpo

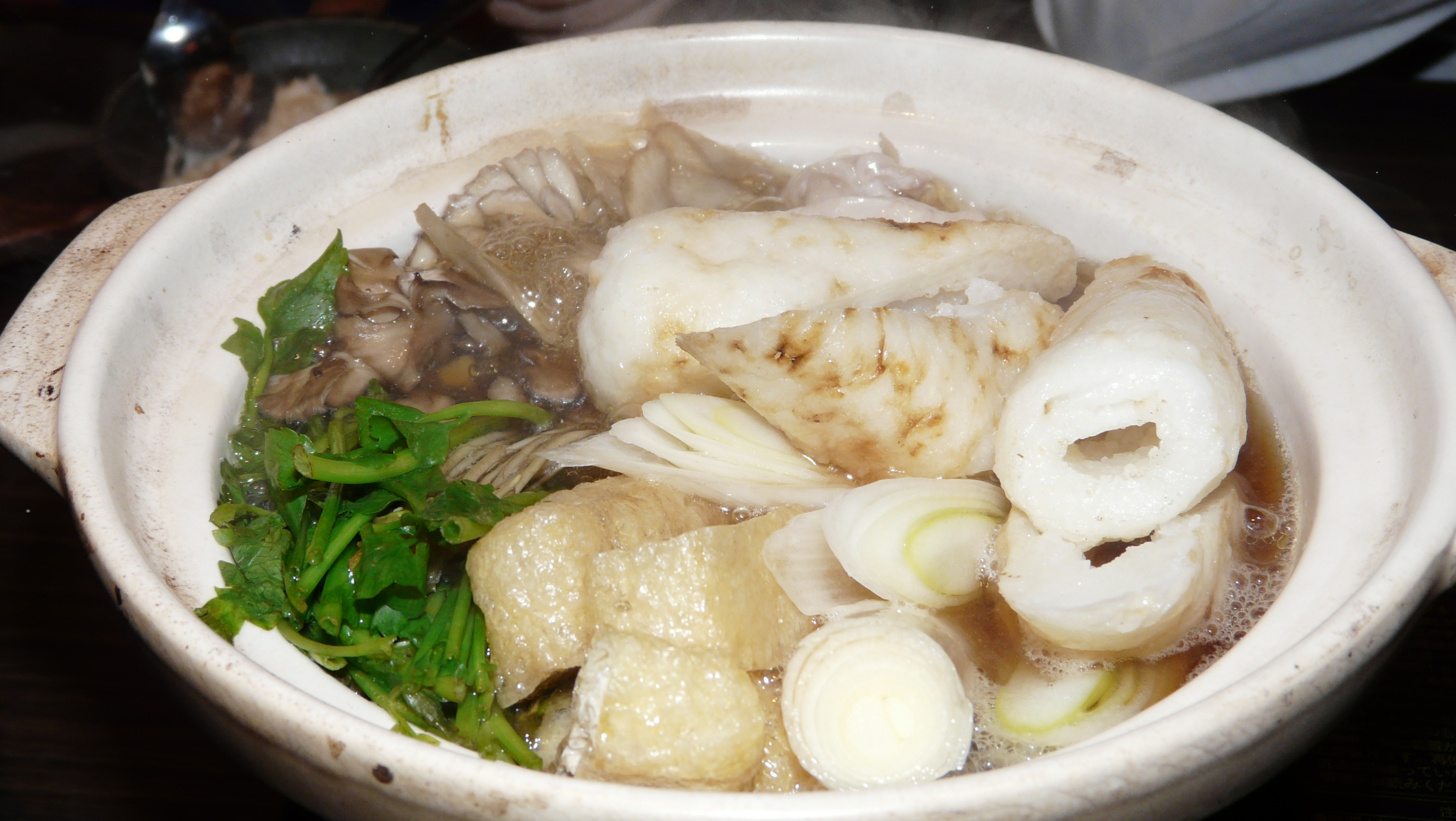
Kiritanpo nabe.

El kiritanpo (きりたんぽ?) es un plato japonés que se prepara golpeando arroz recién cocido hasta que está algo machacado, formando entonces cilindros alrededor de pinchos de cedro japonés, que se tuestan al fuego. Puede servirse con miso dulce o usarse como dumplings en  sopas.
La prefectura de Akita es especialmente famosa por su kiritanpo.